# Роус, Джон, 2-й граф Стрэдброк
Джон Эдвард Корнуоллис Роус, 2-й граф Стрэдброк (англ. John Edward Cornwallis Rous, 2nd Earl of Stradbroke; 13 февраля 1794 — 27 января 1886) — британский военный и дворянин.

## Биография
Родился 13 февраля 1794 года. Старший сын Джона Роуса, 1-го графа Стрэдброка (1750—1827), и его второй жены Шарлотты Мэри Уиттакер (1769—1856). Он получил образование в Вестминстерской школе, Вестминстер, Лондон.
Он вступил в армию в возрасте 16 лет и 30 июня 1810 года был объявлен прапорщиком пехотного гвардейского Колдстримского полка.
Во время полуостровной войны он принимал участие в сражениях при Саламанке, Бургосе, Виттории и Сан-Себастьяне. Он присутствовал при переправе через Бидасоа, при Нивеле и Ниве, при переправе через Адур и при вторжении в Байонну. 4 мая 1814 года ему было присвоено звание лейтенанта.
Раус вернулся в родовое поместье Хенхем-Парк на 12 месяцев отпуска, но ему было приказано воссоединиться со своим полком в Брюсселе после побега Наполеона с Эльбы в марте 1815 года. Во время службы в кампании Веллингтона в Бельгии Джон Роус был ранен в Катр-Бра, как и не принимать участия в разгроме Наполеона двумя днями позже битвы при Ватерлоо.
6 ноября 1817 года он был переведен в 93-й пехотный полк в звании капитана. Джон Роус ушел из армии в 1821 году.
За военную службу он был награжден медалью за военную службу с пятью застежками.
После смерти отца в августе 1827 года он стал 2-м графом Стрэдброком. Он вел активную жизнь как пэр и политик, также служил полковником милиции Восточного Саффолка с 24 мая 1830 года по 1844 год, и лордом-лейтенантом и вице-адмиралом Саффолка в 1844—1886 годах.

## Семья
26 мая 1857 года он женился на Огасте Бонэм (1830 — 11 октября 1901), вдове полковника Генри Фредерика Бонэма (1825—1856) и дочери преподобного сэра Кристофера Джона Масгрейва, 9-го баронета (1797—1834). У супругов было шестеро детей:
- Леди Огаста Фанни Роус (1858 — 10 февраля 1950), в 1880 году вышедшая замуж за лейтенанта Сесила Фрэнсиса Уильяма Фейна, сына судьи Роберта Фейна и внука вице-адмирала сэра Генри Блэквуда, 1-го баронета[9]. У них было два сына.
- Леди София Эвелин Роус (1859 — 5 ноября 1940), в 1888 году вышла замуж за майора Джорджа Гамильтона Хевисайда.
- Джордж Эдвард Джон Моубрей Роус, 3-й граф Стрэдброк (19 ноября 1862 — 20 декабря 1947), преемник отца.
- Леди Адела Шарлотта Роус (1865 — 18 мая 1911), в 1887 году вышедшая замуж за RN-лейтенанта Томаса Белхейвена Генри Кокрейна. У них был один сын.
- Леди Хильда Мод Роус (1867 — 15 августа 1904), в 1891 году вышла замуж за Чарльза Фицроя Понсонби Макнила, правнука генерал-майора сэра Уильяма Понсонби и правнука преподобного Чарльза Толбота. У них были сын и дочь.
- Леди Гвендолин Одри Аделина Браднелл Роус (1869 — 4 августа 1952), вышедшая замуж в 1895 году за бригадного генерала сэра Ричарда Биля Колвина (1856—1936), о брака с которым у неё было двое детей.

Огаста, графиня Стрэдброк, внезапно скончалась во время визита к своей дочери леди Хильде Макнил 10 октября 1901 года.

## Публикации
- Роус, Джон (1992). Флетчер, Ян (ред.). Офицер гвардии на полуострове: военные письма Джона Роуса на полуострове, гвардия Колдстрима, 1812—1814 гг. Танбридж-Уэллс, Великобритания: Spellmount. ISBN 1-873376-09-X.